# Sasol
Sasol (en afrikaans: Suid-Afrikaanse Steenkool-, Olie - en Gasmaatskappy - Compagnie gazière du charbon et pétrole sud-africain) est une entreprise de l'industrie chimique basée en Afrique du Sud.
C'est la deuxième entreprise d'Afrique du Sud derrière Old Mutual et la troisième entreprise d'Afrique.

## Histoire
Les activités de Sasol ont été déployées afin de pallier le manque de pétrole que subissait l'Afrique du Sud à la suite des sanctions internationales contre l'apartheid.
En septembre 2000, Sasol Oil ouvre une station-service au Mozambique, sa première en dehors des frontières sud-africaines.
En octobre 2000, Sasol signe avec Chevron la création d'une joint-venture 50/50 pour le développement mondial de leur activité de production de GTL.
En février 2004, Sasol inaugure de la plus grande usine de production d'oxygène sur le site de Secunda, une usine fabriquée par Air liquide et affichant une capacité de production de 4 000 tonnes d'oxygène journalier.
En mai 2015, pour faire face à la chute du prix du pétrole, Sasol licencie plus de 1 000 employés, principalement sur ses sites sud-africains.
En décembre 2019, le cours de l'action de la société a bondi de 12% à la suite de l'annonce de l'augmentation de la production sur le projet de Lake Charles.
En juillet 2020, Sasol vend son principal site de gaz industriel situé à Secunda à Air liquide pour 515 millions de dollars. En septembre 2020, Sasol annonce la vente d'une participation de 50 % dans une de ses activités aux États-Unis à LyondellBasell pour 2 milliards de dollars.

## Activité

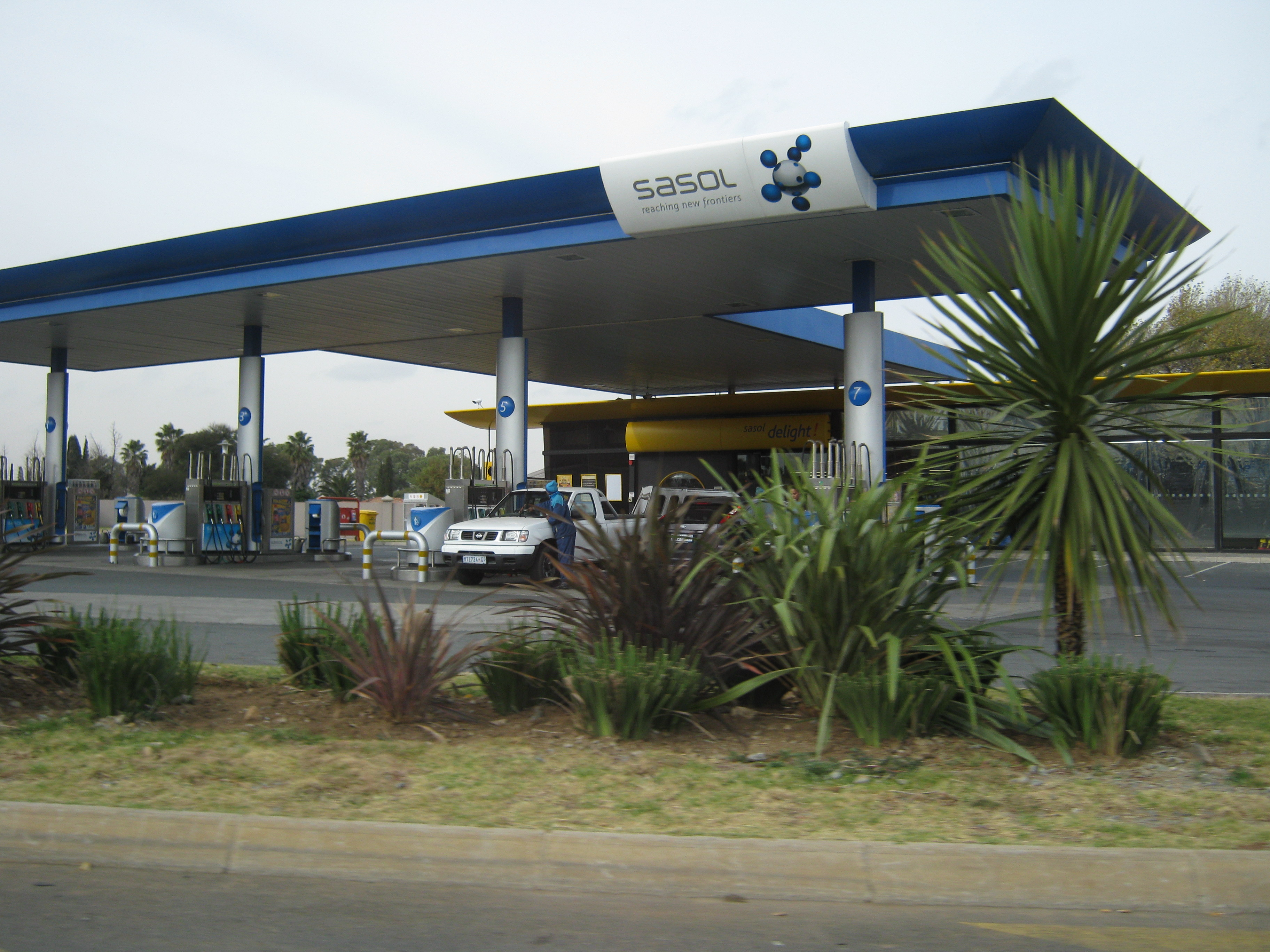
Un garage Sasol à Boksburg, à proximité du siège social de l'entreprise à Johannesburg, en Afrique du Sud

Sasol est spécialisée dans la transformation de charbon et de gaz naturel en hydrocarbures liquides selon le procédé Fischer-Tropsch. Une partie des process industriels de Sasol est gardée secrète par l'entreprise, qui ne cède aucune licence d'exploitation de ses technologies. Les CNIM (La Seyne sur Mer) ont fourni de 1976 à 1980 des turbo-compresseurs fabriqués sous licence Général Electric et Dresser France.
L'État sud-africain se porte garant de la rentabilité de Sasol, rentabilité qui dépend fortement du prix du pétrole. Lorsque le prix du pétrole baisse, Sasol bénéficie de subventions publiques, subventions que l'entreprise rembourse à l'État lorsque les cours du pétrole se portent mieux.

### La TechnologieFischer–Tropsch
Les premiers réacteurs issus des gazéificateurs de Kellogg et de Lurgi étaient difficiles et coûteux à exploiter. La conception initiale du réacteur en 1955 était un réacteur à lit fluidisé circulant (CFBR) d'une capacité d'environ 1 500 barils par jour. Sasol a amélioré ces réacteurs pour atteindre une capacité d'environ 6 500 barils par jour. La conception du CFBR implique le déplacement de l'ensemble du lit de catalyseur autour du réacteur, ce qui consomme beaucoup d'énergie et n'est pas efficace car la majeure partie du catalyseur ne se trouve pas dans la zone de réaction. Sasol a ensuite développé des réacteurs à lit fluidisé fixe (FFB) dans lesquels les particules de catalyseur sont maintenues dans une zone de réaction fixe. Cela a permis d'augmenter considérablement la capacité des réacteurs. Par exemple, les premiers réacteurs FFB commercialisés en 1990 (5 m de diamètre) avaient une capacité d'environ 3 000 barils par jour, tandis que la conception de 2000 (10,7 m de diamètre) avait une capacité de 20 000 barils par jour. D'autres progrès dans l'ingénierie des réacteurs ont abouti au développement et à la commercialisation des réacteurs Sasol Slurry Phase Distillate (SSPD), qui sont la pierre angulaire de l'usine GTL de Sasol au Qatar, la première du genre.

## Accidents
Dans la nuit du 31 mai au 1er juin 1980, une attaque sur les sites de production de la Sasol fut organisée par l'Umkhonto we Sizwe. Deux commandos entraînés en Angola se sont introduits dans les raffineries Sasol 1 et NATREF, puis Sasol 2 deux semaines plus tard, et ont fait exploser les réserves de fioul. Un employé de Sasol, Patrick Chamusso, fut injustement accusé de ces attaques, puis détenu et torturé pendant deux semaines, ce qui inspira directement le film Au nom de la liberté,.
Le 3 janvier 1989, l'usine Sasol 3 située en Afrique du Sud prend feu, provoquant la mort de 9 personnes.
Le 13 mai 1993, une explosion dans une mine de Sasol provoque la mort de 53 ouvriers. L'explosion est liée à une faible ventilation des souterrains de la mine ainsi qu'à de faibles standards de sécurité.
Le 5 mai 2000, une fuite de gaz de l'usine de polymère de Sasol à Lotus Park (Afrique du Sud) provoque l'hospitalisation en urgence de 120 enfants et personnel d'une école à proximité. L'usine fut fermée, puis rouverte quelques semaines plus tard. Le 14 septembre 2000, une nouvelle fuite de la même usine provoque une fois de plus l'hospitalisation en urgence de 25 personnes, en majorité des enfants.